# Avtoportret v starosti 13 let (Dürer)
Avtoportret pri 13 letih je risba kot srebrenka Albrechta Dürerja iz leta 1484. Zdaj je v muzeju Albertina na Dunaju. To je umetnikova najstarejša znana risba in eden najstarejših ohranjenih avtoportretov v evropski umetnosti. Končana je bila dve leti, preden je Albrecht zapustil vajeništvo njegovega očeta, da bi študiral pri Michaelu Wolgemutu, za katerega je hitro spoznal, da je dragocen mentor, a za katerega je tudi mlajši priznal, da ni enak sebi v svojem sposobnosti.
Vse življenje je Dürer izražal odločno samozavest. V svojih risbah in zapisih je proslavil samega sebe. Njegovi štirje znani avtoportreti so bili vsi dokončani, preden je vstopil v 30-ta leta in so torej pred njegovim zrelim obdobjem. Tako kot ostale tri avtoportrete, ki so oljne slike, si lahko to delo razlagamo tako, da je zabeležilo Dürerjevo zavedanje in zaupanje v svoje velike, a še vedno razvijajoče se umetniške moči. Ta ton je še posebej očiten v subjektovem prezgodnjem obrazu. Dürer se predstavlja v polpostavi in stranskem pogledu, v pozi, ki je zelo podobna tisti na ohranjenem portretu, ki ga prav tako pripisujejo njegovemu očetu Albrehtu, ki je bil po poklicu zlatar.
Umetnikova leva roka je dvignjena, kazalec pa s potezo, ki jo večkrat opazimo na upodobitvah Kristusa, pogumno kaže na neidentificirano območje zunaj okvirja slike. Dürer se predstavlja v laskavi luči: ima dolge lase, ima prijeten videz svežega fanta in ima elegantne in podolgovate prste (takrat je bila to značilnost tako v modi kot znak risarskih sposobnosti). Dürer je leta 1528 v zvezi s svojimi razmeroma nezahtevnimi mladostnimi risbami zapisal, da celo njegove preproste skice izražajo »duhovno bistvo umetnikovega ustvarjalnega impulza« - saj lahko nadarjen umetnik izrazi več v preprosti črtni risbi, kot bi jo povprečen umetnik lahko izrazil v enem letu slikanja.
Pravijo, da je avtoportret kot nalogo postavil Albrecht starejši kot izziv za svojega sina. Neznanega poznejšega datuma je bil podpisan z besedami »To sem narisal iz ogledala leta 1484, ko sem bil še otrok. Albrecht Dürer«. Dürer je bil rojen maja 1471 in sam delu ni dal naslova; glede na to, da je bilo dokončano leta 1484, je skoraj enako verjetno, da ga je Dürer ustvaril, ko je bil star 12 let, čeprav je avtoportret splošno znan pod naslovom pri 13 letih.